# Jönköpings kloster

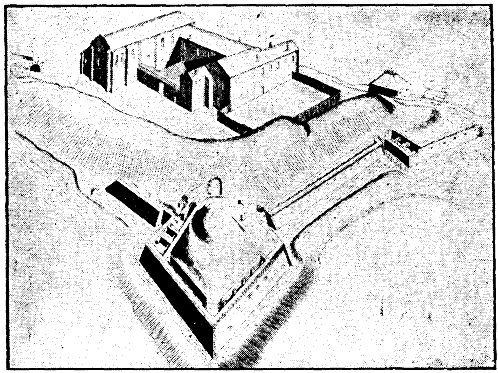
Ritning av Jönköpings slott av Hans Fleming 1605, med ombyggnad av Jönköpings kloster till befästningsverk

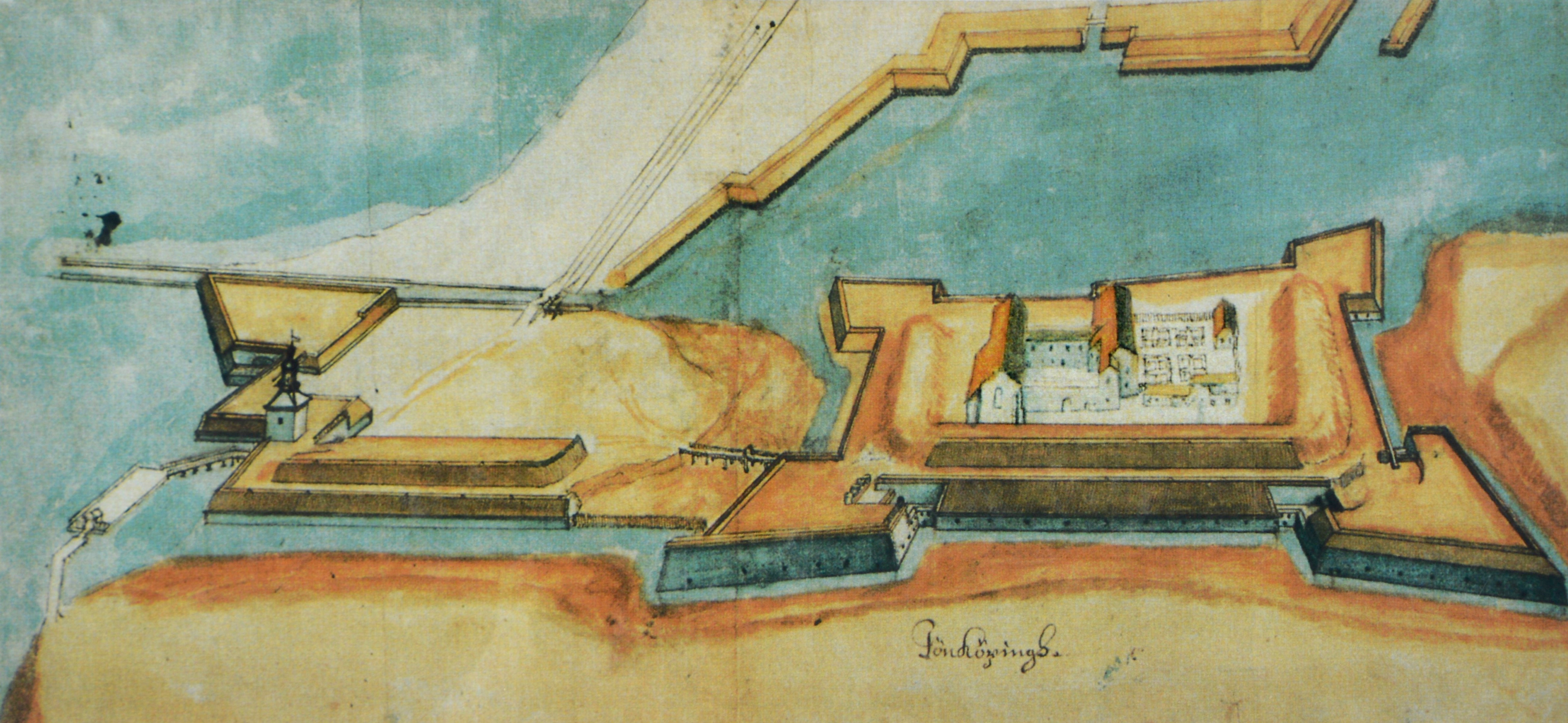
Perspektivbild av Hans Fleming 1617

Jönköpings kloster var ett munkkloster i Jönköping, som förmodligen anlades i slutet av 1200-talet. Klostret tillhörde Franciskanerorden. Klostret låg nära Munksjön, ungefär på platsen för Länsstyrelsens kanslihus. 
Den säkraste måttstocken för hur viktiga kloster har varit är mängden donationer de erhöll. Enligt den måttstocken hade klostret i Jönköping ingen större betydelse och det omnämns nästan bara i allmänna handlingar om svenska kloster.  
År 1493 ställdes gardianen till ansvar av biskopen i Linköping för att ha tagit ett avlatsbrev, och andra dyrbarheter, från Sankt Görans kapell, beläget utanför staden, till ett kapell uppfört vid Jönköpings kloster. 
Under fejderna med Danmark tvingades klostret 1453, tillsammans med Jönköpings stad, att under hot utbetala en större penningesumma till danska riksrådet Klaus Rønnow. En av de allra sista underrättelserna om klostret skildrar en stöld 1524 i stor skala, som begåtts av två av dess munkar. Hos två kvinnor i staden hade de gömt silversmycken, mässkläder med mera, som de tagit från stadskyrkan och på andra håll.
Efter reformationen byggdes klostret om till Jönköpings slott. Stengrunden har senare använts bland annat för slottet och därefter för hamnpiren i Jönköping.